# 蔡莉恩
蔡莉恩（1995年10月2日—），另譯作蔡麗恩，韩国女演員，中國曾用藝名李思函。

## 概要
2014年，李炫臻被摄影师发掘并拍摄了一组“雪糕照”，因此在网络上引发关注，之后她接连录制了综艺节目《天天向上》和《开门大吉》；11月，李思函在第六届中国校花大赛中夺得冠军 。
2016年，李炫臻在爱情喜剧电影《爱情麻辣烫之情定终身》中饰演了一位护士，这是她首次触电大荧幕。
2023年，與韓國SWMP經紀公司簽約，並改藝名為"채리은"，正式進軍韓國演藝圈。

## 演出作品

### 電視劇
- 2017年：浙江衛視《我的！體育老師》飾演 娜娜
- 2017年：優酷《燃血女神》飾演 燃
- 2018年：優酷《蝕日風暴》飾演 凌雪
- 2018年：優酷《套路》飾演 林瑞雯
- 2020年：優酷《歎息橋》飾 戴Judy
- 2023年：SBS《全國死刑公投》飾演 閔智英的秘書[6][7][8][9]

### 電影
- 2016年：《愛情麻辣燙之情定終身》飾演 真真
- 2016年：《超能聯盟》飾演 希子
- 2016年：《三體》飾演 黑客女孩

### MV
- 2023年：黃致列《你是我的春天 （页面存档备份，存于）》

## 外部連結
- 蔡莉恩的Instagram帳戶
- 蔡莉恩的新浪微博
- 蔡莉恩在豆瓣上的资料（简体中文）
- 蔡莉恩的抖音 （页面存档备份，存于）